# Techelsdorf
Techelsdorf är en kommun och ort i Kreis Rendsburg-Eckernförde i förbundslandet Schleswig-Holstein i Tyskland.
Kommunen ingår i kommunalförbundet Amt Flintbek tillsammans med ytterligare tre kommuner.